# Podnoszenie ciężarów na Igrzyskach Azjatyckich 1966
Podnoszenie ciężarów na Igrzyskach Azjatyckich 1966 odbywało się w dniach 12–18 grudnia 1966 roku. Rywalizacja odbywała się w ośmiu konkurencjach, wyłącznie wśród mężczyzn.

## Podsumowanie

### Klasyfikacja medalowa
| Miejsce | państwo           | Złoto | Srebro | Brąz | Razem |
| ------- | ----------------- | ----- | ------ | ---- | ----- |
| 1       | Iran              | 3     | 0      | 4    | 7     |
| 2       | Japonia           | 2     | 4      | 0    | 6     |
| 3       | Korea Południowa  | 2     | 3      | 2    | 7     |
| 4       | Tajlandia         | 1     | 0      | 0    | 1     |
| 5       | Singapur          | 0     | 1      | 0    | 1     |
| 6       | Republika Chińska | 0     | 0      | 2    | 2     |
| Total   | Total             | 8     | 8      | 8    | 24    |

### Medaliści
| Konkurencja | 1. miejsce         | 2. miejsce        | 3. miejsce           |
| Mężczyźni   | Mężczyźni          | Mężczyźni         | Mężczyźni            |
| ----------- | ------------------ | ----------------- | -------------------- |
| 52 kg       | Chaiya Sukchinda   | Tetsuhide Sasaki  | Mohammad Reza Nasehi |
| 56 kg       | Mohammad Nasiri    | Chua Phung Kim    | Yoo In-ho            |
| 60 kg       | Yoshinobu Miyake   | Ahn Jong-chul     | Chang Ming-chung     |
| 67,5 kg     | Parwiz Dżalajer    | Takeo Kimura      | Won Shin-hee         |
| 75 kg       | Masushi Ōuchi      | Lee Chun-sik      | Mohammad Ami-Tehrani |
| 82,5 kg     | Lee Jong-sub       | Hideki Fujimoto   | Lee Yi-hsiung        |
| 90 kg       | Lee Hyung-woo      | Masafumi Tsugioka | Esmail Dorudian      |
| +90 kg      | Manuchehr Borumand | Hwang Ho-dong     | Reza Esteki          |